# 利諾萊克斯 (明尼蘇達州)
利諾萊克斯（英語：Lino Lakes）是一個位於美國明尼蘇達州安諾卡縣的城市。

## 人口
根據2020年美國人口普查的數據，利諾萊克斯的面積為86.01平方千米，當中陸地面積為73.09平方千米，而水域面積為12.92平方千米。當地共有人口21399人，而人口密度為每平方千米249人。